# Канзанаволок (деревня)
Ка́нзанаволок — деревня в составе Куганаволокского сельского поселения Пудожского района Республики Карелия.

## Общие сведения
Расположена на берегу озера Водлозеро, в южной части одноимённого острова, на территории Водлозерского национального парка.

## Население
Численность населения в 1905 году составляла 200 человек.
| 2002 | 2010 | 2013 |
| ---- | ---- | ---- |
| 0    | →0   | ↗1   |

## Достопримечательности
Музей
В деревенском доме находится частный музей, главный экспонат которого — ладья-реплика, созданная по старинной технологии «шитья» — безгвоздевого соединения обшивки при помощи витого корня, или вицы.
В 2005 году были проведены работы по реставрации старинного дома Елисеевых, восстановлен интерьер и обустроена музейная экспозиция традиционного лодочного дела, построены баня, причальный пирс, деревянная лестница с освещением и смотровыми площадками, восстановлен рубленый колодец.
В Канзанаволоке воссоздан комплекс традиционной деревенской застройки.
Часовня
На холме над пристанью стоит часовня Воздвижения Креста (XVIII—XIX в.).
В сентябре 2005 года в часовне завершены реставрационные работы. Выполнена полная переборка сруба, восстановлена звонница с главкой, покрытой осиновым лемехом, рубленое крыльцо, в интерьере восстановлен деревянный крест.
В 4 км к западу от деревни, на острове Малый Колгоостров расположен Свято-Ильинский Водлозерский монастырь.

## Известные уроженцы
Баранов В. А. (1896—1978) — советский врач-хирург, Заслуженный врач Карело-Финской ССР, Заслуженный врач РСФСР, Почётный гражданин Петрозаводска.